# Balbura
Balbura (łac. Diœcesis Balburensis) – stolica historycznej diecezji w Cesarstwie Rzymskim (prowincja Licja), współcześnie w Turcji. Pierwszym wzmiankowanym biskupem był Hermaens (IV w.). Od 1933 katolickie biskupstwo tytularne, wakujące od 1969.

## Biskupi tytularni
| Lp. | Biskup                | Od               | Do              |
| --- | --------------------- | ---------------- | --------------- |
| 1   | Willem Schoemaker MSC | 31 maja 1950     | 3 stycznia 1961 |
| 2   | Placidus Nkalanga OSB | 18 kwietnia 1961 | 6 marca 1969    |